# أرثر أنتونيس كيومبرا جونيور
أرثر أنتونيس كيومبرا جونيور (15 أكتوبر 1977 في البرازيل – )؛ هو لاعب كرة قدم سابق كان يلعب كلاعب وسط.

## وصلات خارجية
- أرثر أنتونيس كيومبرا جونيور على موقع رابطة كرة القدم اليابانية للمحترفين (اليابانية)